# Noctivox chopardi
Noctivox chopardi är en insektsart som beskrevs av Desutter-grandcolas 1995. Noctivox chopardi ingår i släktet Noctivox och familjen syrsor. Inga underarter finns listade i Catalogue of Life.